# Van Hool AG300
Le Van Hool AG300 est un bus articulé à plancher bas fabriqué par la firme belge Van Hool. Il existe des versions 3 ou 4 portes. Tout comme le Van Hool A300, dont il découle, l'AG300 a un moteur au centre de la partie avant du bus.

## Histoire
Le premier autobus articulé produit par Van Hool était le Van Hool AG280 ; il sera suivi par le Van Hool AG700, plus moderne mais reposant sur le même châssis. Ces autobus urbains reposaient sur un plancher haut, ce qui nuisait à leur accessibilité.
Après avoir créé un nouvel autobus à plancher bas intégral (le Van Hool A300) ; Van Hool en dériva l'AG300. Cet autobus articulé à plancher bas et moteur avant se vendit en de nombreux exemplaires. D'autres modèles (A308, A360, A320, A330...) suivront et un autobus à plancher moins bas, l'AG500 apparut en 1996 pour les relations hors de la ville.
Il sera produit de 1993 à 2004. Avec le Van Hool A360, ce sera l'unique modèle de la gamme des années 1990 à être fabriqué après 2002 (durant le lancement de la gamme New...).

## Modèles

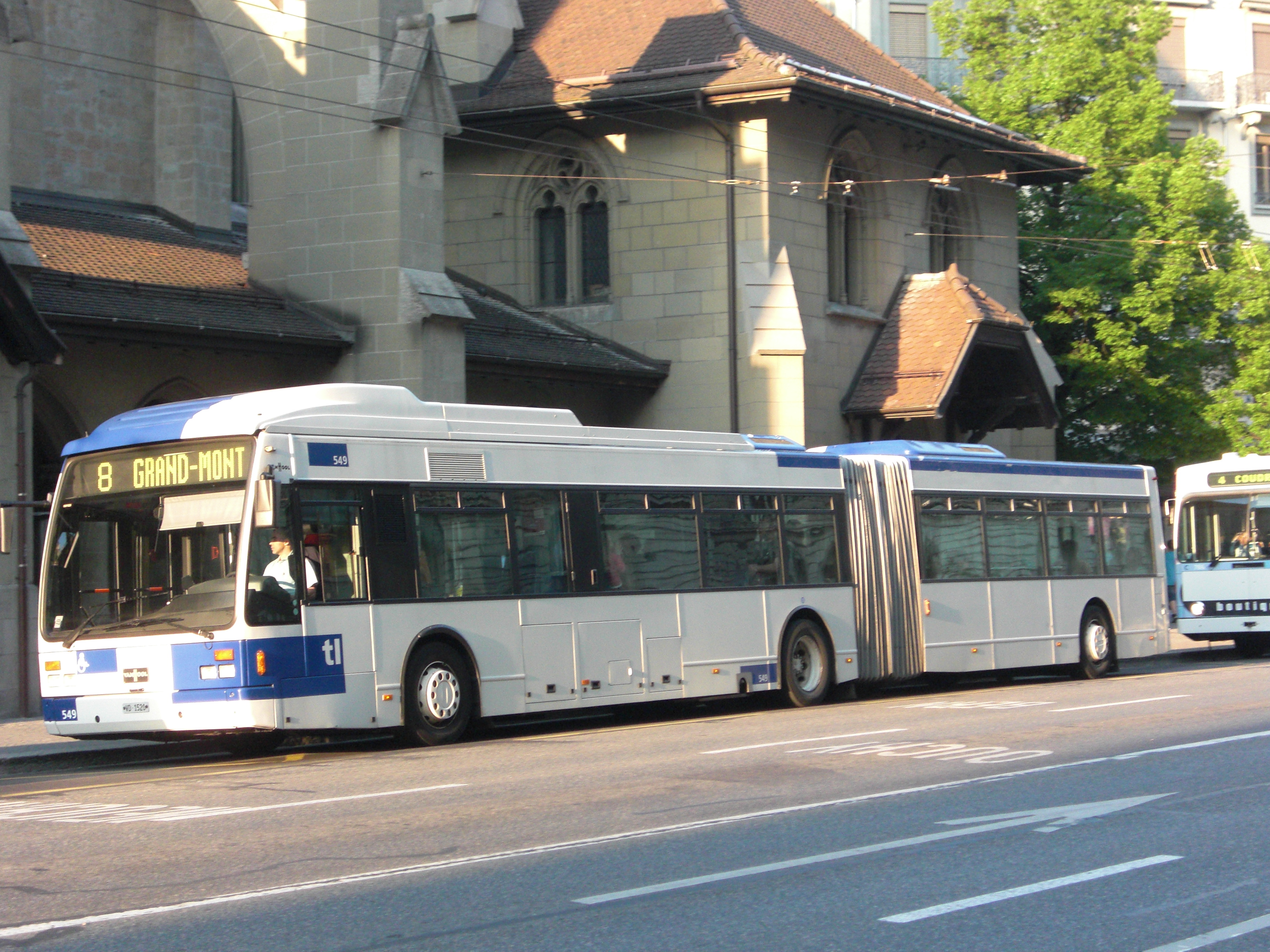
Van Hool AG300/2 à Lausanne

### AG300/1
- Photos d'un AG300/1 de 1998 Divia en possède deux.

### AG300/2
- Photos d'un AG300/2 de 2004

### Version CNG
Le Van Hool AG300 CNG (ou GPL) est équipé d'un moteur fonctionnant entièrement au gaz naturel.

- Photos d'un AG300/2 CNG prototype de 1997

## Production
En France beaucoup de réseaux ont possédé des Van Hool AG300 notamment à Rennes, à Clermont-Ferrand, à Dijon ou encore à Strasbourg. En 2021, l'ensemble des véhicules de ce type ont été réformés. Un exemplaire dijonnais a été préservé par l'association ASTRD (Association de Sauvegarde des Transports de la région Dijonnaise).
Une société bretonne, Podiocom exploite aussi un AG300 déclassé en poids lourd. Ce véhicule est actuellement loué à la société de cuisines Luisina en tant que véhicule de démonstration.
| Lieu                    | Exploitant                               | Modèle                                  | Nombre | Numéros              | Mise En Service   | Réforme           | Remarques                                                                      | Illustration |
| ----------------------- | ---------------------------------------- | --------------------------------------- | ------ | -------------------- | ----------------- | ----------------- | ------------------------------------------------------------------------------ | ------------ |
| Région wallonne         | SRWT - TEC Brabant wallon                | AG300 diesel (MAN D2866 LOH28) 4 portes | 5      | 6.200-6.204          | 2004              |                   |                                                                                |              |
| Région wallonne         | SRWT - TEC Hainaut                       | AG300 diesel (MAN D2866 LOH28) 4 portes | 10     | 3.581-3.590          | 2003              |                   |                                                                                |              |
| Région wallonne         | SRWT - TEC Liège-Verviers                | AG300 diesel (MAN D2866 LOH28) 4 portes | 48     | 5.911-5.958          | 2003              |                   |                                                                                |              |
| Région flamande         | VVM - De Lijn                            | AG300 diesel (DAF RS222M) 3 portes      | 15     | 3407-3421            | 1997              |                   |                                                                                |              |
| Région flamande         | VVM - De Lijn                            | AG300 diesel (DAF RS222M KII) 3 portes  | 7      | 4158-4164            | 2001              |                   | Roulent en Flandre Occidentale                                                 |              |
| Région flamande         | VVM - De Lijn                            | AG300 diesel (MAN D2866 LOH27) 3 portes | 23     | 4295-4317            | 2002-2003         |                   | Répartition par entité: - Limbourg: 4295-4309 - Flandre Occidentale: 4310-4317 |              |
| Auvergne-Rhône-Alpes    | T2C - EPIC T2C                           | AG300 Diesel 4 portes                   | 14     | 700 à 713            | 06/1996 à 08/1996 | ?                 |                                                                                |              |
| Bourgogne-Franche-Comté | Divia Mobilités - Keolis Dijon Mobilités | AG300 diesel (MAN D2865 LOH09) 4 portes | 7      | 301-305 et 2206-2207 | 01/1998 à 11/1998 | 03/2013 à 07/2020 |                                                                                |              |
| Bretagne                | QUB - Keolis Quimper                     | AG300 diesel (MAN D2865 LOH07) 4 portes | 1      | 204                  | 05/1996           | 10/2016           | Dernier véhicule non-accessible du réseau urbain                               |              |
| Bretagne                | STAR (Rennes) - Keolis Rennes            | AG300 diesel (MAN D2865 LOH07) 4 portes | 62     | 500-561              | 12/1993 à 10/1997 | 2009 à 2015       |                                                                                |              |
| Bretagne                | CTRL - RATP Dev                          | AG300 diesel (MAN D2865 LOH07) 4 portes | 1      | 64                   | 1996              | ?                 |                                                                                |              |
| Centre-Val de Loire     | Fil Bleu - Keolis Tours                  | AG300 GPL 4 portes                      | 14     | 700 à 713            | 10/1999 à 03/2001 | 07/2013 à 07/2015 |                                                                                |              |
| Centre-Val de Loire     | Azalys - Keolis Blois                    | AG300 Diesel 4 portes                   | 3      | 8216 à 8218          | 2004              | 11/2018           |                                                                                |              |
| Grand Est               | Strasbourg - CTS                         | AG300 diesel 4 portes                   | 56     | 515 à 570            | 11/1993 à 01/1996 | 2007              |                                                                                |              |